# パベル・マスラク
パベル・マスラ（Pavel Maslak、1991年2月21日 ‐ ）は、チェコスロバキア（現・チェコ）・ハヴィジョフ出身の陸上競技選手。専門は短距離走の400m。3度の室内世界チャンピオン。
チェコが生んだ世界クラスのロングスプリンター。21歳だった2012年にイスタンブール世界室内選手権で5位、ヨーロッパ選手権で優勝、ロンドンオリンピックでチェコ人初の44秒台をマークして準決勝進出などの結果を残し、ヨーロッパ陸上競技連盟の男子最優秀新人賞を受賞。翌年の2013年にはモスクワ世界選手権で5位に入った。また、室内のレースには特に強く、世界室内選手権で3連覇（2014年・2016年・2018年）、ヨーロッパ室内選手権で3連覇（2013年・2015年・2017年）を達成している。300mと500mの室内ヨーロッパ最高記録保持者でもある。

## 経歴

### 2011年まで
チェコスロバキア東部の工業都市、ハヴィジョフに生まれる。父は元バスケットボール選手、母は元体操選手。
最初に取り組んだスポーツは陸上競技。陸上競技がすぐ好きになったため、他のスポーツに取り組んだことはないという。
20歳頃までは主に200mで活躍し、2009年ヨーロッパジュニア選手権で5位、2010年世界ジュニア選手権で7位、2011年ヨーロッパU23選手権で銅メダル獲得、2011年大邱世界選手権で準決勝進出などの結果を残した。その後、200mより400mのほうが上を狙えること、練習では400mを走っていたということもあり、コーチと相談の結果400mをメインにすることに決めた。

### 2012年以降
2012年5月、400mで45秒31をマークし、1978年にKarel Kolářが樹立した45秒77のチェコ記録を大幅に塗り替えた。現在、マスラクはチェコ記録を44秒79まで塗り替えている。
2012年6月、ヨーロッパ選手権男子400mを45秒24で制し、この種目ではチェコ勢初のメダルとなる金メダルを獲得した。
2012年8月、ロンドンオリンピック男子400m予選を44秒91のチェコ記録（当時）で通過し、チェコ人として初めて45秒の壁を破り準決勝まで進出した。
2012年9月、200mで20秒59をマークし、2008年にJiří Vojtíkが樹立した20秒60のチェコ記録を塗り替えた。現在、マスラクはチェコ記録を20秒46まで塗り替えている。
2012年10月、今シーズンの活躍が認められ、イギリスのアダム・ジェミリやフランスのジミー・ヴィコらを抑え、ヨーロッパ陸上競技連盟の男子最優秀新人賞 (men's European Athletics Rising Star award) を受賞した。
2013年3月、ヨーロッパ室内選手権男子400m決勝で45秒66の室内チェコ記録（当時）を樹立し、大会前の自己ベスト46秒14を大幅に更新して優勝を飾った。この種目ではチェコ勢初のメダルとなった。
2013年8月、モスクワ世界選手権男子400m準決勝を44秒84のチェコ記録（当時）で通過し、男子短距離種目（100m・200m・400m）でチェコ勢初のファイナリストとなった。決勝は1レーンながら2ラウンド連続の44秒台（44秒91）をマークするも、メダルには0秒39届かず5位に終わった。
2014年2月、フランダース室内 (Flanders Indoor meeting) 男子300mで32秒15をマークし、2010年にフランスのレスリー・ジョーヌが樹立した32秒47の室内ヨーロッパ最高記録を塗り替えた。
2014年2月、プラハ室内 (Prague Indoor) 男子500mで1分00秒36をマークし、先月にイスラエルのドナルド・サンフォードが樹立した1分00秒86の室内ヨーロッパ最高記録を塗り替えた。
2014年3月、ソポト世界室内選手権男子400m決勝で室内ヨーロッパ歴代2位の45秒24をマークし（室内ヨーロッパ記録は1988年にドイツのトーマス・シェーンレーベがマークした45秒05）、バハマのクリス・ブラウン（45秒58）やアメリカのカイル・クレモンズ（45秒74）らを抑えて優勝した。チェコは過去、オリンピックと世界選手権も含めたシニア世界大会の男子短距離種目（リレーとハードル種目も含む）でメダルを獲得したことがなく、チェコ史上初のメダルが金メダルという快挙となった。
2014年5月、右ハムストリングスを負傷。このため、2連覇がかかっていた8月のチューリッヒヨーロッパ選手権も出場できず、残りのシーズンを棒に振った。
2015年3月、自国プラハでの開催となったヨーロッパ室内選手権男子400m決勝において、2002年大会でポーランドのマレク・プワブゴが樹立した45秒39の大会記録を塗り替える45秒33で2連覇を飾った。この種目ではフランスのデュエーヌ・ラデージョ（1994年・1996年）、アイルランドのデービッド・ギリック（2005年・2007年）に次ぐ史上3人目の2連覇達成となった。
2016年3月、ポートランド世界室内選手権男子400m決勝では、カタールのアブダレラ・ハルーン（45秒59）やトリニダード・トバゴのディオン・レンドレ（46秒17）らを抑え、45秒44で2連覇を飾った。この種目ではアメリカのアントニオ・マッケイ（1987年・1989年）、グレナダのアレイン・フランシク（2004年・2006年）に次ぐ史上3人目の2連覇達成であり、ヨーロッパ勢としては史上初の2連覇達成となった。
2016年7月、ヨーロッパ選手権男子400m決勝は45秒36の2位に終わり、イギリスのマーティン・ルーニーに0秒07及ばず、2大会ぶり2度目の優勝を逃した。
2017年3月、ヨーロッパ室内選手権男子400m決勝を45秒77で制し、この種目で史上初の3連覇を達成した。
2018年3月、バーミンガム世界室内選手権男子400m決勝では、当初1位に入ったスペインのÓscar Husillosと2位に入ったドミニカ共和国のルグエリン・サントスがレーン侵害で失格となったため、3位に入ったマスラクが1位となり、この種目で史上初の3連覇を達成した。

## 人物
ドラゴンが幸運の象徴と信じているため、背中には大きなドラゴンの入れ墨を入れている。

## 自己ベスト
- 記録欄の（　）内の数字は風速（m/s）で、+は追い風を意味する。

| 種目  | 記録            | 年月日        | 場所         | 備考                   |
| 屋外  | 屋外            | 屋外          | 屋外         | 屋外                   |
| ----- | --------------- | ------------- | ------------ | ---------------------- |
| 100m  | 10秒30（+0.2）  | 2017年6月10日 | トリネック   |                        |
| 100m  | 10秒22w（+3.7） | 2011年7月2日  | ブルノ       | 追い風参考記録         |
| 200m  | 20秒46（+0.3）  | 2017年6月11日 | トリネック   | チェコ記録             |
| 300m  | 31秒80          | 2017年6月28日 | オストラヴァ | チェコ記録             |
| 400m  | 44秒79          | 2014年5月9日  | ドーハ       | チェコ記録             |
| 500m  | 1分00秒35       | 2013年8月2日  | ヘプ         | チェコ記録             |
| 400mH | 53秒53          | 2010年8月19日 | チューリッヒ |                        |
| 室内  |                 |               |              |                        |
| 60m   | 6秒65           | 2014年2月15日 | プラハ       |                        |
| 150m  | 15秒72          | 2015年1月23日 | プラハ       |                        |
| 200m  | 20秒52          | 2014年2月16日 | プラハ       |                        |
| 300m  | 32秒15          | 2014年2月9日  | ヘント       | 室内ヨーロッパ最高記録 |
| 400m  | 45秒24          | 2014年3月8日  | ソポト       | 室内チェコ記録         |
| 500m  | 1分00秒36       | 2014年2月25日 | プラハ       | 室内ヨーロッパ最高記録 |

## 主要大会成績
- 備考欄の記録は当時のもの

| 年   | 大会                          | 場所             | 種目      | 結果   | 記録            | 備考                                    |
| ---- | ----------------------------- | ---------------- | --------- | ------ | --------------- | --------------------------------------- |
| 2007 | 世界ユース選手権              | オストラヴァ     | 400m      | 予選   | 49秒16          |                                         |
| 2007 | 世界ユース選手権              | オストラヴァ     | メドレーR | 予選   | DQ (4走)        |                                         |
| 2007 | ヨーロッパジュニア選手権 (en) | ヘンゲロー       | 4x400mR   | 予選   | 3分13秒37 (4走) |                                         |
| 2008 | 世界ジュニア選手権            | ブィドゴシュチュ | 100m      | 予選   | 10秒75 (+0.1)   |                                         |
| 2008 | 世界ジュニア選手権            | ブィドゴシュチュ | 4x100mR   | 予選   | 40秒60 (3走)    | ジュニアチェコ記録                      |
| 2008 | 世界ジュニア選手権            | ブィドゴシュチュ | 4x400mR   | 予選   | 3分12秒62 (3走) |                                         |
| 2009 | ヨーロッパジュニア選手権 (en) | ノヴィ・サド     | 200m      | 5位    | 21秒19 (-0.1)   | 準決勝20秒95 (+1.8)：ジュニアチェコ記録 |
| 2009 | ヨーロッパジュニア選手権 (en) | ノヴィ・サド     | 4x100mR   | 2位    | 39秒57 (3走)    | ジュニアチェコ記録                      |
| 2010 | 世界ジュニア選手権            | モンクトン       | 200m      | 7位    | 21秒13 (+0.5)   |                                         |
| 2010 | 世界ジュニア選手権            | モンクトン       | 4x100mR   | 予選   | DNF (2走)       |                                         |
| 2011 | ヨーロッパ室内選手権 (en)     | パリ             | 400m      | 予選   | 48秒14          |                                         |
| 2011 | ヨーロッパU23選手権 (en)      | オストラヴァ     | 200m      | 3位    | 20秒67 (-1.4)   |                                         |
| 2011 | ヨーロッパU23選手権 (en)      | オストラヴァ     | 4x100mR   | 5位    | 39秒41 (3走)    |                                         |
| 2011 | 世界選手権                    | 大邱             | 200m      | 準決勝 | 20秒87 (-1.0)   | 予選20秒63 (-0.3)：自己ベスト           |
| 2012 | 世界室内選手権                | イスタンブール   | 400m      | 5位    | 46秒19          |                                         |
| 2012 | ヨーロッパ選手権              | ヘルシンキ       | 400m      | 優勝   | 45秒24          |                                         |
| 2012 | ヨーロッパ選手権              | ヘルシンキ       | 4x400mR   | 5位    | 3分02秒72 (2走) | チェコ記録                              |
| 2012 | オリンピック                  | ロンドン         | 200m      | 予選   | 20秒67 (-0.4)   |                                         |
| 2012 | オリンピック                  | ロンドン         | 400m      | 準決勝 | 45秒15          | 予選44秒91：チェコ記録                  |
| 2013 | ヨーロッパ室内選手権 (en)     | パリ             | 400m      | 優勝   | 45秒66          | 室内チェコ記録                          |
| 2013 | ヨーロッパ室内選手権 (en)     | パリ             | 4x400mR   | 3位    | 3分07秒64 (4走) |                                         |
| 2013 | ヨーロッパU23選手権 (en)      | タンペレ         | 200m      | 3位    | 20秒49 (-0.3)   | チェコ記録 U23チェコ記録                |
| 2013 | ヨーロッパU23選手権 (en)      | タンペレ         | 4x100mR   | 5位    | 39秒23 (3走)    | U23チェコ記録                           |
| 2013 | ヨーロッパU23選手権 (en)      | タンペレ         | 4x400mR   | 6位    | 3分05秒82 (2走) |                                         |
| 2013 | 世界選手権                    | モスクワ         | 400m      | 5位    | 44秒91          | 準決勝44秒84：チェコ記録                |
| 2013 | 世界選手権                    | モスクワ         | 4x400mR   | 予選   | 3分04秒54 (2走) |                                         |
| 2014 | 世界室内選手権                | ソポト           | 400m      | 優勝   | 45秒24          | 室内チェコ記録                          |
| 2015 | ヨーロッパ室内選手権 (en)     | プラハ           | 400m      | 優勝   | 45秒33          | 大会記録                                |
| 2015 | ヨーロッパ室内選手権 (en)     | プラハ           | 4x400mR   | 3位    | 3分04秒09 (4走) | 室内チェコ記録                          |
| 2015 | 世界選手権                    | 北京             | 400m      | 予選   | 45秒16          |                                         |
| 2016 | 世界室内選手権                | ポートランド     | 400m      | 優勝   | 45秒44          |                                         |
| 2016 | ヨーロッパ選手権              | アムステルダム   | 400m      | 2位    | 45秒36          |                                         |
| 2016 | ヨーロッパ選手権              | アムステルダム   | 4x400mR   | 4位    | 3分03秒86 (1走) | 予選3分02秒66 (1走)：チェコ記録         |
| 2016 | オリンピック                  | リオデジャネイロ | 400m      | 準決勝 | 45秒06          |                                         |
| 2017 | ヨーロッパ室内選手権 (en)     | ベオグラード     | 400m      | 優勝   | 45秒77          |                                         |
| 2017 | ヨーロッパ室内選手権 (en)     | ベオグラード     | 4x400mR   | 3位    | 3分08秒60 (4走) |                                         |
| 2017 | 世界選手権                    | ロンドン         | 400m      | 準決勝 | 45秒24          |                                         |
| 2018 | 世界室内選手権                | バーミンガム     | 400m      | 優勝   | 45秒47          |                                         |
| 2018 | 世界室内選手権                | バーミンガム     | 4x400mR   | 5位    | 3分04秒87 (4走) |                                         |